# Maria Eugênia Suconic
Maria Eugênia Suconic (São Paulo, 20 de fevereiro de 1987), também conhecida pelo apelido de Mareu, é uma apresentadora e produtora de moda brasileira Em 2014 ganhou notoriedade ao estrelar o reality show Adotada, na MTV Brasil, esse que atingiu o segundo mais visto entre os programas adultos da TV paga no ano de 2015 no Brasil, ela também apresentou o programa Modo Mareu e S.O.S Mareu na mesma emissora.

## Carreira
Maria Eugênia começou a carreira em 2007 como produtora de moda de revistas como Cosmopolitan, Marie Claire e Elle, montando os figurinos para os editoriais, além de se tornar host do São Paulo Fashion Week.  Sua entrada na televisão se deu em 2008 no programa da RedeTV! Brothers com a personagem Betty Net, responsável pela interatividade entre o programa e a internet. Em 2013 Maria entra como jurada no programa Papito in Love, da MTV (Brasil). Em 2014, criou junto com Ernani Nunes o programa Adotada, programa que aumentou em 411% a audiência da emissora no horário de exibição, atingindo cerca de 5 milhões de pessoas no Brasil segundo o Ibope; devido ao seu sucesso Adotada foi exibido em Portugal e em toda América Latina. Em 2015 estreou novo programa, também na MTV (Brasil), chamado "Modo Mareu", programa de moda e beleza.

## Vida pessoal
Mareu viveu um romance com o cantor Supla, da banda Brothers of Brazil. Em setembro de 2016, assumiu namoro com o ator André Bankoff, de quem ficou noiva em agosto do ano seguinte. O casal terminou a relação em fevereiro de 2018. Em agosto do mesmo ano, assumiu namoro com o ator João Gabriel Vasconcellos.

## Filmografia

### Televisão
| Ano     | Título                  | Função               | Notas                     | Emissora          |
| ------- | ----------------------- | -------------------- | ------------------------- | ----------------- |
| 2008–10 | Brothers                | Repórter             |                           | RedeTV!           |
| 2013    | Papito in Love          | Jurada e Ex-namorada | 1ª temporada              | MTV               |
| 2014–17 | Adotada                 | Ela mesma            |                           | MTV               |
| 2015–16 | Modo Mareu              | Apresentadora        |                           | MTV               |
| 2017    | S.O.S Mareu             | Apresentadora        |                           | MTV Play          |
| 2017    | No Estúdio com o Ex     | Apresentadora        | 1ª temporada              | MTV               |
| 2019    | Perfeitos ou Suspeitos  | Apresentadora        |                           | MTV               |
| 2020–21 | Adotada #TBT            | Apresentadora        |                           | MTV               |
| 2021    | Bate Boca Brasil        | Apresentadora        |                           | TV Walter Abrahão |
| 2021    | A Treta não tira Férias | Apresentadora        | 4ª temporada              | MTV               |
| 2021    | Drag Me as a Queen      | Participante         | Episódio: "Maria Eugênia" | E!                |